# Nikita Telenkov
Nikita Igorevich Telenkov (tiếng Nga: Никита Игоревич Теленков; sinh ngày 29 tháng 5 năm 1987) là một cầu thủ bóng đá người Nga. Hiện tại anh thi đấu cho FC Tyumen.